# 334

## Nașteri
- dată necunoscută: Papa Siriciu  (d. 399)
- dată necunoscută: Sava Gotul  (d. 372)